# Haideck (Oberkotzau)
Haideck ist ein Gemeindeteil des Marktes Oberkotzau im Landkreis Hof (Oberfranken, Bayern).

## Geographie
Der Weiler Haideck liegt inmitten eines ausgedehnten Waldgebietes an einer Verbindungsstraße zur Bundesstraße 289 nach Rehau. Das dortige Gut beherbergt eine Forstbaumschule. In Haideck befindet sich der Burgstall Haideck, eine ehemalige Höhenburg der Familie von Kotzau.